# Teodorówka-Kolonia
Teodorówka-Kolonia – wieś w Polsce położona w województwie lubelskim, w powiecie biłgorajskim, w gminie Frampol.
| SIMC    | Nazwa  | Rodzaj    |
| ------- | ------ | --------- |
| 0887581 | Piaski | część wsi |

W latach 1975–1998 miejscowość administracyjnie należała do województwa zamojskiego. 
Wieś jest sołectwem w gminie Frampol. Według Narodowego Spisu Powszechnego z roku 2011 wieś liczyła 172 mieszkańców i była czternastą co do wielkości miejscowością gminy.

## Historia
Teodorówka-Kolonia jako folwark istniała co najmniej od XVIII w. Nazwa wsi pochodzi od Teodora Gorajskiego. W 1818 liczyła 4 budowle. W 1844 zakupiona przez Emiliana Russyna. W II poł. XIX w. obejmowała 658 mórg i należała do Eustachego Pogorzelskiego. W 1886 i 1889 została całkowicie rozparcelowana. Działki (336 ha) zakupili osadnicy i utworzyli kilka kolonii. W 1905 liczyły one łącznie 18 domów i 110 mieszkańców. Wyodrębniła się w sołectwo w okresie międzywojennym. Ostatnim przedwojennym właścicielem założenia parkowo-dworskiego był Franciszek Furmanek. W 1943 okupanci dokonali częściowych wysiedleń. W 1944 liczyła 39 domów. Na terenie dawnego terenu dworskiego znajduje się murowana kaplica p.w. Matki Boskiej Leżajskiej.